# Николай Притвиц
Николай Карлович фон Притвиц (на руски: Николай Карлович фон Притвиц), (на немски: Nicolaus Carl Leonhard Hans von Prittwitz)  е руски офицер от немски произход, полковник, флигел-адютант, командир на Лейбгвардейски Улански полк, участник в Руско-турската война 1877 – 1878 г.

## Биография
Николай Притвиц е роден на 11 март 1835 г. в град Петербург, в Руската империя. Притежава титлата барон и произхожда от средите на дворяните в Петербургска губерния на Руската империя. Има немски произход и лутеранско вероизповедание. Завършва престижния Пажески военен корпус в Петербург. През 1853 г. започва служба като корнет в Лейбгвардейски Улански полк. Поручик от 1859 г., щабс-ротмистър от 1862 г. и ротмистър от 1863 г. Участва в потушаването на Полското въстание (1863 – 1864). Подполковник, флигел-адютант и командир на ескадрон от 1866 г. Полковник от 1867 г. Командир на 2-ри Лейбхусарски Павлоградски полк от 1872 г., а от 1875 г. командващ на Лейбгвардейски Улански полк. Участва с полка  в Руско-турската война 1877 – 1878 г. На 9/21 ноември 1877 г. освобождава Голяма Кутловица (дн. Монтана). Генерал-майор от 1 януари 1878 г., директор на резерва на Първа кавалерийска бригада от 1883 г. и генерал-лейтенант от 1886 г. Носител е на множество военни отличия и награди. Умира на 27 ноември 1896 г. в Москва. Погребан е в Новодевическия манастир „Света Богородица Смоленска“, разположен в югозападната част на Москва. 

## Памет
През 1997 г. на стената на областната администрация в Монтана е поставен барелеф на Николай Притвиц и паметна плоча с надпис: пол./ген. барон Н. К. Притвиц - 1835-1896. На 21 ноември 1877 г. руски гвардейски полк командван от полк. Николай Притвиц освобождава Кутловица от османско владичество 21 ноември 1897 г.

## Семейство
- баща – Карл Леонард Фридрих (Карл Карлович) барон фон Притвиц и Гафрон, граф Забалкански,
- майка – Луиза де Грас фон Притвиц и Гафрон,
- съпруга –  Мария Дмитриевна баронеса Притвиц (Шёппинг),
- дъщеря – Мария Николаевна фон Притвиц и Гафрон,
- син – Дмитрий Николаевич фон Притвиц и Гафрон,
- син – Николай Николаевич фон Притвиц и Гафрон,
- дъщеря – Наталия Николаевна фон Притвиц и Гафрон.[3]

## Галерия
- Паметна плоча на Притвиц в Монтана
- Барелеф на Притвиц в Монтана
- Семен герб на Притвиц
- Барон Карл Притвиц, баща на Николай Притвиц